# ワールド・ビジョン
ワールド・ビジョン（英: World Vision）は、1950年に韓国で設立された国際NGO。キリスト教精神に基づいて緊急人道支援、開発援助、政策提言を行う。世界約90カ国に事務所があり、2008年は総額約26億米ドルの寄付金を集めた。

## 信仰性
「国際化宣言」（1978年）において、ワールド・ビジョンは全米福音協会（en:National Association of Evangelicals、NAE）が福音派の信条の標準として採択した信仰告白に対応する事項を、ワールド・ビジョンの組織全体が行動する上での神学的枠組みとして宣言している。

## 支援
ワールド・ビジョンの活動には、チャイルド・スポンサー等の方法で参加できる。

## 年表
- 1950年 - 設立
- 2010年 - パキスタン北西辺境州での活動で事務所が襲撃され職員6人が死亡、7人が負傷[9]。
- 2011年 - ミャンマー地震での救援活動
- 2013年 - ソロモン諸島地震での救援活動
- 2013年 - スーダンのニャラでの活動で事務所にロケット弾が着弾してスタッフ2人が死亡[10]。